# 全日本身体障害者野球選手権大会
全日本身体障害者野球選手権大会（ぜんにほんしんたいしょうがいしゃやきゅうせんしゅけんたいかい）は、1999年から開催されている障害者の野球大会である。

## 歴史
- 1993年1月 第1回全日本身体障害者野球大会開催(春)、この後から震災を除き、秋開催に移行
- 1999年11月 第1回全日本身体障害者野球選手権開催(秋)
- 2006年11月 第1回世界身体障害者野球大会開催
- 2010年11月 第2回世界身体障害者野球大会
- 2014年11月 第3回世界身体障害者野球大会開催予定

## 出場資格
各地区を勝ち抜いたチームが全国大会に進む。各地区は以下のとおり。
- 北海道・東北
- 関東
- 中部・東海
- 東近畿
- 西近畿
- 中国・四国
- 九州

## 歴代優勝チーム
| 回 | 年     | 優勝チーム           |
| -- | ------ | -------------------- |
| 1  | 1999年 | 神戸コスモス         |
| 2  | 2000年 | 神戸コスモス         |
| 3  | 2001年 | 神戸コスモス         |
| 4  | 2002年 | 神戸コスモス         |
| 5  | 2003年 | 北九州フューチャーズ |
| 6  | 2004年 | 神戸コスモス         |
| 7  | 2005年 | 神戸コスモス         |
| 8  | 2006年 | 北九州フューチャーズ |
| 9  | 2007年 | 神戸コスモス         |
| 10 | 2008年 | 神戸コスモス         |
| 11 | 2009年 | 神戸コスモス         |
| 12 | 2010年 | 神戸コスモス         |
| 13 | 2011年 | 神戸コスモス         |
| 14 | 2012年 | 神戸コスモス         |
| 15 | 2013年 | 神戸コスモス         |
| 16 | 2014年 | 神戸コスモス         |

- 出場チームは7チーム
- 球場は兵庫県立但馬ドーム